# 奕仁
莊厚親王奕仁（1824年12月3日—1874年11月11日），清朝第九任莊親王，是莊質親王綿譁第一子。

## 生平
道光四年十月十三日（1824年12月3日）出生。初封辅国公，道光二十六年袭莊親王，后任右翼近支总族长。
咸丰二年在御前行走。咸丰九年，因病开去一切管辖。
同治十三年十月初三日（1874年11月11日）去世，终年50岁，谥曰“厚”。

## 家庭
嫡福晋钮祜禄氏，员外郎、追封三等承恩公穆杨阿之女。
有四子：第一子载纯，第二子已革和硕莊親王载勋，第三子镇国将军载勀，第四子和硕莊恭親王载功。